# Catenicella hannafordi
Catenicella hannafordi är en mossdjursart som beskrevs av William MacGillivray 1869. Catenicella hannafordi ingår i släktet Catenicella och familjen Catenicellidae. Inga underarter finns listade i Catalogue of Life.